# Al-Hallādsch

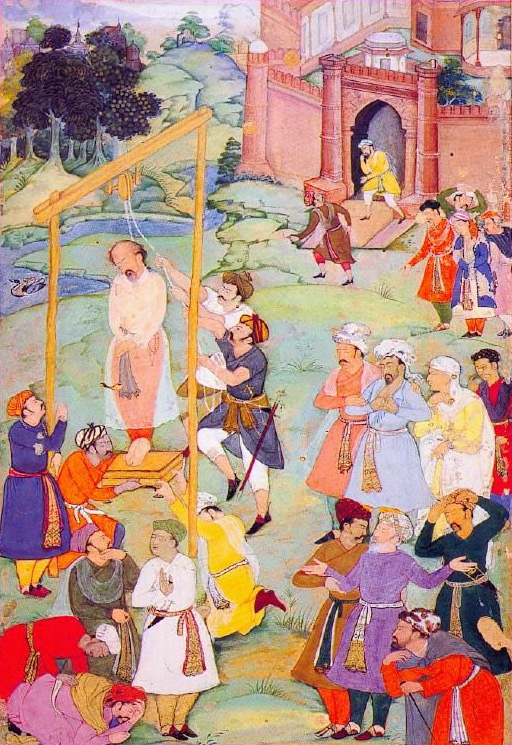
Die Hinrichtung des Hallādsch, Miniatur aus dem Mogulreich, frühes 17. Jahrhundert, Walters Art Museum

Al-Hallādsch, mit vollem Namen Abū l-Mughīth al-Husain ibn Mansūr al-Hallādsch (arabisch أبو المغيث الحسين بن منصور الحلاج, DMG Abū l-Muġīṯ al-Ḥusain ibn Manṣūr al-Ḥallāǧ; * August 857 in Ṭūr (طور, auch تور, DMG Tūr), Provinz Fars in Iran; † 26. März 922 in Bagdad durch Kreuzigung), war ein persisch-irakischer Sufi und Dichter, der vor allem in Bagdad wirkte. Er schrieb – wie seinerzeit nicht unüblich – ausschließlich in arabischer Sprache. Er ist vor allem für seinen Ausspruch „Ich bin die (göttliche) Wahrheit“ (Anā l-ḥaqq أنا الحقّ) berühmt. In den östlichen Ländern der islamischen Welt wird sein zusammengesetzter Name meist zu Mansur Halladsch verkürzt, obwohl Mansūr eigentlich nur sein Vatersname war. Die Aufarbeitung von al-Hallādschs Leben und seiner Werke sowie seiner Nachwirkung in der islamischen Welt ist im Wesentlichen die Leistung des französischen Orientalisten Louis Massignon.

## Leben
Eine der wichtigsten Quellen für das Leben von al-Hallādsch ist der biographische Bericht seines Sohnes Hamd. Auf Grundlage dieses Textes und anderer Quellen hat unter anderem Louis Massignon eine Chronologie seines Lebens erstellt.
Al-Hallādsch wurde in der persischen Stadt Ṭur in der Provinz Fars (im Süden des heutigen Irans) als Sohn eines Baumwollhechlers geboren (daher der Name hallādsch). Sein Großvater war noch Zoroastrier gewesen. Als al-Hallādsch noch ein Kind war, zog sein Vater nach Mesopotamien in die Stadt Wāsit, um näher an den Zentren des Wollhandels leben und arbeiten zu können. Mit 16 Jahren begab er sich nach Tustar, wo er für zwei Jahre Schüler des Mystikers Sahl at-Tustarī war. Etwa um 875 verließ er die Stadt und zog über Basra nach Bagdad, wo er Schüler von ʿAmr ibn ʿUthmān al-Makkī wurde und Umm al-Husain, die Tochter von Abū Yaʿqūb al-Aqtaʿ, heiratete. Nach acht Monaten kam es zwischen ʿAmr und seinem Schwiegervater zu Streitigkeiten, die al-Hallādsch sehr belasteten. In diesem Zusammenhang besuchte er öfters al-Dschunaid, der ihm riet, Ruhe zu bewahren und den beiden weiter mit Respekt zu begegnen. Etwa um 895 begab sich al-Hallādsch auf Wallfahrt nach Mekka. Nach einem einjährigen Aufenthalt in der Heiligen Stadt kehrte er mit einer Gruppe sufischer Fuqarāʾ zurück nach Bagdad und schloss sich erneut al-Dschunaid an.
Um 897 brach al-Hallādsch mit al-Dschunaid und kehrte in Begleitung seiner Frau nach Tustar zurück. Nach der Biographie seines Sohnes Hamd war der Anlass für den Bruch mit al-Dschunaid, dass al-Hallādsch ihm eine Frage stellte, die al-Dschunaid als religiöse Anmaßung verstand. Nach der Darstellung des Doxographen ʿAbd al-Qāhir al-Baghdādī (gest. 1037) tat al-Hallādsch schon in Anwesenheit von al-Dschunaid seinen berühmten Ausspruch Anā al-ḥaqq, der deswegen besonders anstößig war, weil al-ḥaqq einer der koranischen Gottesnamen ist (nach der üblichen Nummerierung Nr. 51). Al-Dschunaid soll ihn für diesen Ausspruch schwer getadelt und ihm entgegengehalten haben, dass er nicht selbst al-ḥaqq sei, sondern nur durch al-ḥaqq existiere.
In den Jahren zwischen 899 und 902 reiste al-Hallādsch durch Chorasan, Fars und Chusistan, hielt erste Predigten und schrieb verschiedene Werke. Erst in dieser Zeit wurde ihm wahrscheinlich der Laqab al-Hallādsch („der Baumwollentkörner“) verliehen, wobei die Gründe dafür unterschiedlich angegeben werden.
Nach einer weiteren Wallfahrt nach Mekka im Jahre 903 ließ sich al-Hallādsch 904 mit mehreren Notabeln der Stadt Ahwaz in Bagdad nieder. Unter den Sufis und auch der Bevölkerung Bagdads fiel al-Hallādsch durch seine radikalen und schockierenden Äußerungen auf. Um das Jahr 909 griff ihn der zāhiritische Rechtsgelehrte Ibn Dāwūd wegen seiner Lehren an und äußerte: „Wenn das, was Gott seinem Propheten offenbart hat, und das, was uns der Prophet davon übermittelt hat, wahr sind, dann ist das, was al-Hallādsch gelehrt hat, falsch.“ Seinen Urteilsspruch soll er mit der Aussage abgeschlossen haben, dass es erlaubt sei, al-Hallādsch zu töten. Hallādsch, der daraufhin unter Polizeiaufsicht gestellt wurde, entkam nach Sūsa.
913 wurde al-Hallādsch erneut gefangengesetzt, nach Bagdad verbracht und nach einem Prozess für drei Tage als „qarmatischer Agent“ an den Pranger gestellt. Seine Antworten bei den Befragungen zeigen, dass er der sunnitischen Glaubensrichtung treu geblieben war. Die folgenden Jahre verbrachte er als Gefangener am Hof der Abbasiden, wobei es ihm zeitweise gelang, hier machtvolle Sympathisanten zu gewinnen.  Im Jahre 921 eröffnete der abbasidische Wesir Hāmid ibn al-ʿAbbās erneut den Prozess gegen ihn. Grundlage der Anklage waren Dokumente, aus denen hervorging, dass al-Hallādsch den Vollzug bestimmter religiöser Übungen zu Hause als ausreichend betrachtete, um den Gläubigen von seiner Pflicht zum Haddsch nach Mekka zu entbinden. Der malikitische Kadi Abū ʿUmar Ibn Yūsuf urteilte in einer Fatwa, dass diese Lehre Ketzerei (zandaqa) sei, die zwangsläufig die Todesstrafe nach sich ziehe. Auf der Grundlage dieser Fatwa wurde al-Hallādsch am 26. März 922 öffentlich hingerichtet. Man setzte ihm eine Krone auf, schlug ihn halb tot und stellte ihn anschließend auf einem Kreuz (ṣalīb) zur Schau. Er starb am Folgetag.

## Werke
Zu den Schriften, die von al-Hallādsch überliefert werden, gehören: (1) 27 von seinen Schülern um 902 zusammengestellte Riwāyāt, die jeweils die Form eines Hadith qudsi haben; (2) verschiedene Gedichte, die in dem Dīwān al-Ḥallāǧ zusammengestellt wurden; (3) eine Anzahl von Logien, die in den Aḫbār al-Ḥallāǧ zusammengestellt wurden; und (4) sein Kitāb aṭ-Ṭawāsīn mit elf Kapiteln. Wichtige Themen des Kitāb aṭ-Ṭawāsīn sind die Person Mohammeds (Kapitel 1–3), seine Himmelfahrt und die zwei Bogenlängen (qāb qausain) in seiner Thronvision von Sure 53, 6–9 (Kapitel 4–5), der Fall Satans (Kapitel 6–7) sowie der Tauhīd (Kapitel 8–10).

### Gedicht (Auswahl)
Tötet mich, o meine Freunde,

Denn im Tod nur ist mein Leben!

Ja, im Leben ist mir Tod nur,

Und im Sterben liegt mein Leben.

Wahrlich, höchste Gnade ist es,

Selbst verlöschend zu entschweben,

Und als Schlechtestes erkenn' ich,

Fest an diesem Leib zu kleben.

Überdrüssig ist die Seele,

Hier noch im Verfall zu leben.

Tötet mich, ja, und verbrennt mich,

Dessen Glieder elend beben!

Geht dann an dem Rest vorüber,

An den Grüften, leer von Leben:

Meines Freunds Geheimnis sollt ihr

Aus der Erben Innerm heben.

Seht, ich, einer von den Alten,

Die nach höchsten Rängen streben,

Bin jetzund ein Kind geworden,

Nur der Mutterbrust ergeben,

Ruhend in der salz'gen Erde

Und in tiefsten dunklen Gräben!

Wunderbar, dass meine Mutter

Ihrem Vater gab das Leben

Und dass meine jungen Töchter

Mich gleich Schwestern jetzt umgeben.

Eh'bruch nicht, noch Zeitenwandel

Haben dies Gescheh'n ergeben!

Sammelt meine Teile alle

Aus erstrahlenden Geweben,

Aus der Luft und aus dem Feuer,

Aus dem frischen Quell daneben!

Sät sie sorglich in die Erde,

Die noch staubig ist und eben,

Und befeuchtet sie, o Freunde,

Lasst die Becher kreisend schweben!

Lasst die Dienerinnen gießen,

Brunnen drehend Wasser heben!

Seht, nach sieben Tagen wird sich

Draus ein edler Strauch erheben!

## Nachwirkung
Zu den geistigen Nachfahren von Mansur Halladsch gehört etwa der 1131 gestorbene Ayn al-Quzat Hamadani, der wie al-Halladsch Iblis als einen wahren Liebenden proklamierte und auch hingerichtet wurde. Hallādsch genießt sowohl bei den späteren Sufis als auch bei den Aleviten hohes Ansehen. Sein Ausspruch Anā al-ḥaqq wird im Sinne des sufischen Ideals der Eins-Werdung mit Gott bzw. der Auflösung des Ichs in Gott interpretiert. Der osmanisch-türkische Koranexeget Ismāʿīl Haqqī (gest. 1725) berichtet in seinem Korankommentar Rūḥ al-bayān, der andalusische Sufi Ibn Arabi habe bei einem Gebet in Córdoba eine Vision gehabt, in der er alle Propheten von Adam bis Mohammed sah. Der Prophet Hūd habe sich daraufhin an ihn gerichtet und ihm erklärt, dass sich die Propheten alle versammelt hätten, um bei Mohammed Fürsprache für al-Hallādsch einzulegen.
Al-Hallādschs Schriften und Schicksal haben außer in wissenschaftlichen Publikationen, namentlich der Islamwissenschaftlerinnen Annemarie Schimmel und Christine Schirrmacher, auch in belletristischen Werken vielfältige Beachtung gefunden, so beispielsweise in Gedichten von Friedrich Rückert (1837: Halladsch, der in Bagdad / War ein Wunderthäter […]), Muhammad Iqbal (1932: Halladsch. Der freie Geist, der Gut und Böse kennt […]) und Gerd Hergen Lübben (1966: abul-harith euer büttel tritt hin / vor al-halladsch und gibt ihm / eine ohrfeige so dass ihm / aus augen nase und mund das blut // in den grauen bart rinnt […]) sowie in der Tragödie Der Tod des Mystikers (1965) des Stückeschreibers Salah Abd as-Sabur und in dem Roman Tod in Bagdad oder Leben und Sterben des Al-Halladsch (1997) von Wolfgang Günter Lerch.
Bei der Ouverture spirituelle der Salzburger Festspiele 2014 gelangten zwei Auftragswerke zu Leben und Werk von Al-Hallādsch zur Uraufführung:  das Chor-Orchesterwerk Seelenfäden des ägyptischen Komponisten Hossam Mahmoud, welches die letzten Worte des Sufi-Meisters in Erinnerung ruft, mit denen dieser lächelnd in den Tod ging; und Al-Hallağ, ein Musikstück für großen Chor, vier Blechbläser und zwei Schlagzeuger von Samir Odeh-Tamimi, das auf Gedichten des Mystikers und Betrachtungen über ihn beruht.